# 紀逵
紀逵（1429年—？），字文逵，河南河南府洛陽縣人，明朝政治人物。同進士出身。

## 生平
景泰四年（1453年）癸酉科河南鄉試第四十二名。天順元年（1457年）丁丑科會試一百六十三名，殿試登進士第三甲第一百一十三名。

## 家族
曾祖父紀德成。祖父紀治本。父亲紀安。